# Nøjsomhed (landsted)
|  | For andre betydninger, se Nøjsomhed |
Nøjsomhed var et landsted på Østerbrogade 90, Østerbro i København. Ejendommen lå mellem de nutidige gader Randersgade, Nordre Frihavnsgade, Østerbrogade og Nøjsomhedsvej, mens selve hovedbygningen lå mellem Rothesgade, Sankt Jakobs Gade og Gustav Adolfs Gade og tættere på nutidens Østerbrogade 118.
Landstedet blev opført 1799 mellem Kalkbrænderivej og Øster Landevej (nuværende Østerbrogade), og da det blev købt i 1801 af student Johannes Liebenberg omfattede grunden 9½ tønder land. Allerede i 1803 blev Nøjsomhed købt af deputeret E.P. Kirstein og gik i arv til dennes søn, teaterdirektør C.L. Kirstein.
Bygningerne bestod af et ti fag langt en etages høj grundmuret stuehus og et otte fag langt bindingsværkshus med forpagterbolig, stald, karlekammer, tærskekammer og kornloft. På grunden var der omkring 300 forskellige frugttræer, foruden ribs– og stikkelsbærbuske, samt en hel skov af vilde træer og grantræer. Der var to lindealléer samt 9 asparges- og 30 jordbærbede.
Ejendommens sidste ejer Carl Rothe skriver: "Det var en meget smuk og frit beliggende ejendom, mod Nord og Syd grænsede til store Havearealer, med Vest med Udsigt over Fælledernes vidtstrakte Græsslette og mod Øst kun skilt fra Sundet ved bølgende Kornmarker."
Sammen med Emilie Henriette Cramer drev C.L. Kirstein et stort hus. Enken overtog i 1862 Nøjsomhed, og i 1866 påbegyndtes af økonomiske grunde en udstykning af den store grund.
Også Carl Rothe udstykkede løbende arealerne rundt om bygningen. Han lod gaden Rothesgade opkalde efter sig selv og Kirsteinsgade efter sin morfader, C.L. Kirstein. Nøjsomhedsvej henviser til landstedet, der dog ikke lå her, men på den trekantede grund mellem de nuværende Sankt Jakobs Gade (nr. 4) og Gustav Adolfs Gade. Rothe døde ugift 1923, og Nøjsomhed blev revet ned samme år og erstattet af en nyklassicistisk etageejendom.